# Фатранско-Татранская область

Фатранско-Татранская область

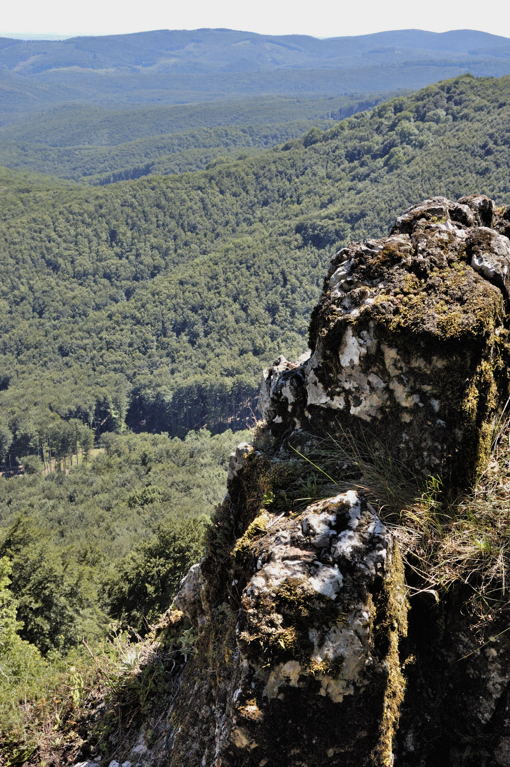
В Малых Карпатах

Фатранско-Татранская область — часть Внутренних Западных Карпат, наивысшая часть Карпат. Большинство территории лежит в Словакии, часть в Польше и Австрии.

## Деление
- Малые Карпаты (в том числе Хундсхаймер Берге)
- Поважски Иновец
- Трибеч
- Жьяр
- Велька Фатра
- Мала Фатра
- Татры, в том числе
  - Западные Татры
    - Червене Врхи
    - Липтовские Татры
    - Липтовские Копы
    - Особита
    - Рогаче
    - Сивый Врх

  - Восточные Татры
    - Высокие Татры
    - Бельянские Татры
- Низкие Татры
- Горнадска Котлина
- Стражовске-Врхи
- Старогорске Врхи
- Хочске Врхи
- Сулёвске Врхи